# Strada maestra M1 (Bielorussia)
La strada M1 (in bielorusso Магістраль М1?, Mahistral' M1; in russo Магистраль М1?, Magistral' M1) è una strada maestra della Bielorussia, che attraversa il paese da ovest a est.
La M1 costituisce un asse di grande importanza ed è parte dell'itinerario europeo E30.

## Percorso
La strada ha origine dal confine polacco presso Brėst. Si dirige verso ovest toccando le città di Orša, Barysaŭ, Minsk, Baranavičy. Termina presso Sencjury al confine russo, oltre il quale prosegue mantenendo la denominazione di M1.